# Sun Odyssey 349

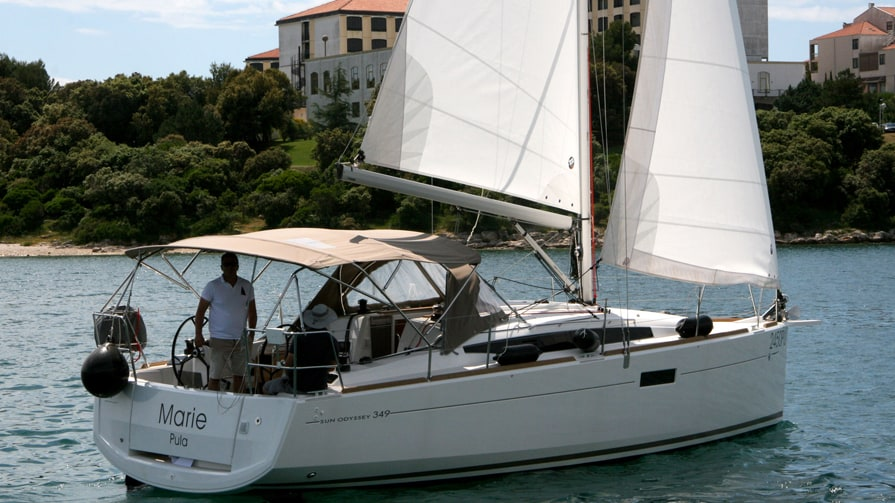
Auf See

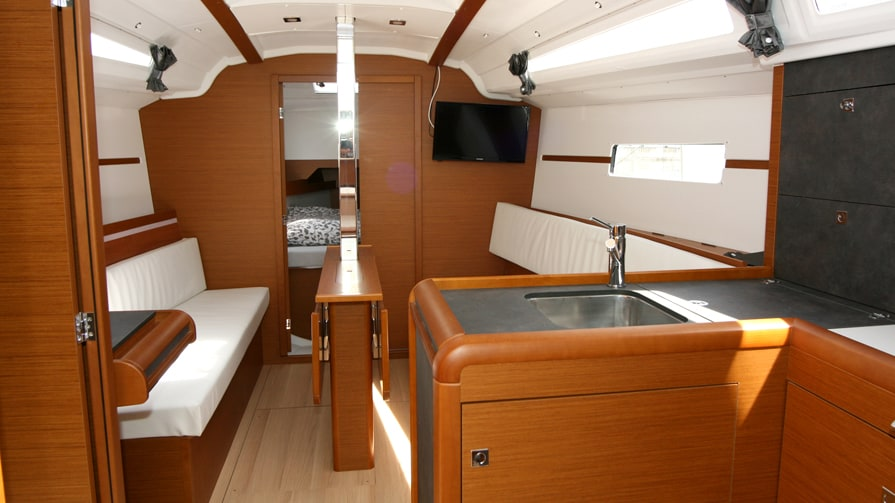
Salon

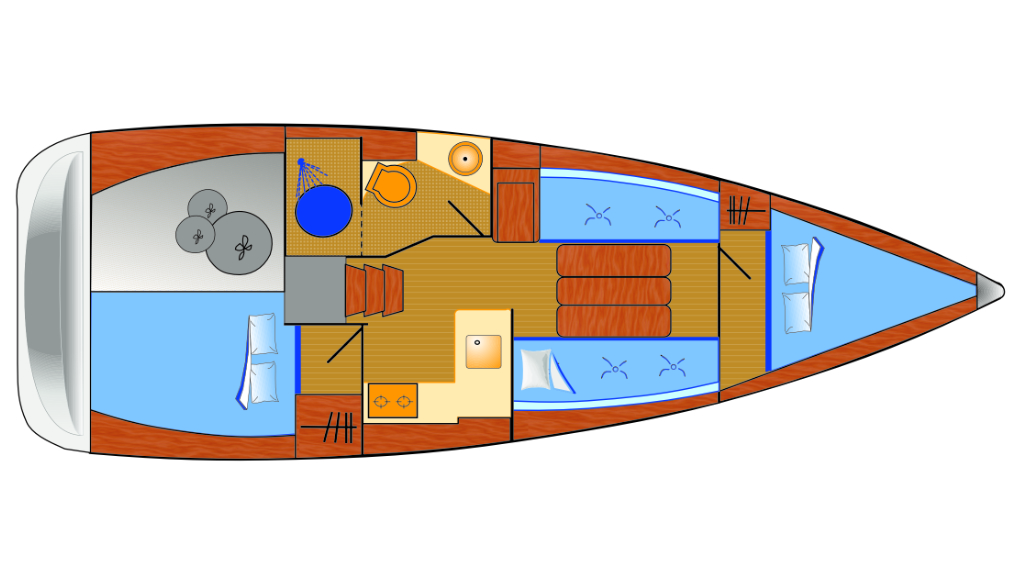
2-Kabinen-Version

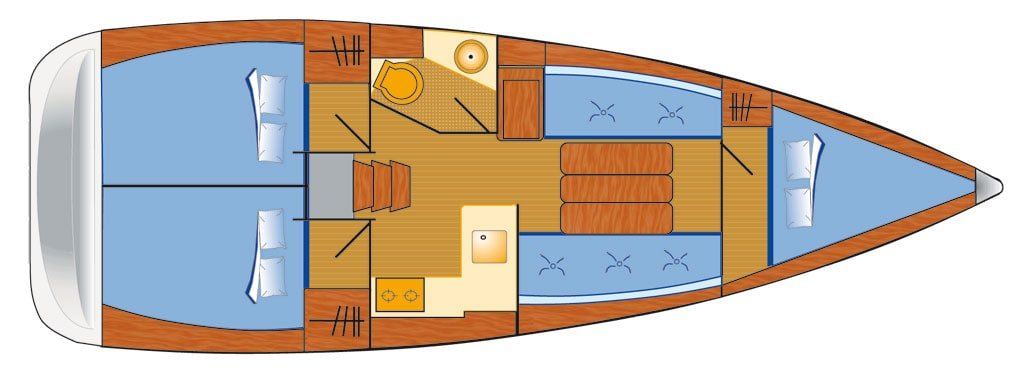
3-Kabinen-Version

Die Sun Odyssey 349 ist eine in Serienproduktion gefertigte Segelyacht des französischen Herstellers Jeanneau, die 2013 vorgestellt wurde.

## Bauweise und Konstruktion
Der Rumpf besteht aus glasfaserverstärktem Kunststoff (GFK) und ist im Handauflegeverfahren gefertigt. Das Deck ist im Vakuum-Infusions-Verfahren mit Balsaholz-Kern hergestellt. Design und Konstruktion stammen von Marc Lombard. Es gibt drei Kielversionen: Einen Flachkiel mit 1,49 Meter Tiefgang, die Standard-Version mit 1,98 Meter Tiefgang und einen Schwenkkiel mit variablem Tiefgang zwischen 1,26 bis 2,54 Meter. Die Standardversion der Sun Odyssey 349 ist mit einem Dieseltank mit 130 Litern, einem Wassertank mit 206 Litern und einem Motor mit 15 kW Leistung ausgestattet.
Im Cockpit befinden sich zwei Steuerstände (Doppelradsteuerung). Die Yacht hat zwei freistehende Ruderblätter.

## Einrichtung
Die Standardversion der Sun Odyssey 349 hat drei Kabinen und eine Nasszelle. Im Vorschiff befindet sich ein Doppelbett mit 2,01 Metern Länge und 1,57 Meter Schulterbreite, im Fußbereich verjüngt auf 0,37 Meter. Die Pantry ist längsseits an Backbord angeordnet. Die beiden gleich großen Achterkabinen sind 2,01 Meter lang, im Kopfbereich 1,40 Meter breit, im Fußbereich verjüngt auf 1,16 Meter. Der Salontisch ist klapp-, aber nicht absenkbar. Somit sind die Salonsitzbänke nicht als Doppelkoje nutzbar. Mittschiffs auf der Backbord-Seite ist der Kartentisch, weiter achterlich die Nasszelle. Die 2-Kabinen-Version hat an der Backbordseite eine zusätzliche Dusche und eine größere Backskiste.

## Besegelung
Die Standardversion der Yacht ist mit durchgelattetem Großsegel ausgestattet, ein Rollgroßsegel ist optional erhältlich. Das Großsegel wird über eine Schot getrimmt, die anstelle des Travellers über einen Hahnepot am Niedergang zur Winsch im Cockpit geführt wird. Die Rollgenua ist mit 110 % überlappend. Die Segeltragzahl beträgt 4.2.

## Einstufung nach deutschem Recht
- Die Segelyacht ist nicht schiffsregisterpflichtig, da sie weniger als 15 m lang ist.
- Die Segelyacht ist nicht binnenschiffsregisterpflichtig, da sie keine 15 m³ verdrängt.